# Bildnis der Gräfin Albazzi
Das Bildnis der Gräfin Albazzi (französisch Portrait de la comtesse Albazzi) ist ein 1880 von Édouard Manet geschaffenes Frauenporträt. Das mit Pastellkreide auf grundierter Leinwand gemalte Werk hat die Abmessungen 56 × 46 cm. Es gehört zur Sammlung Thannhauser im Solomon R. Guggenheim Museum in New York City. Die dargestellte junge Frau verkehrte in Pariser Künstlerkreisen und wurde später als Medailleurin bekannt. Die Entstehung des Bildes beschrieb der mit dem Maler und der Dargestellten bekannte irische Schriftsteller George Moore in seinen literarischen Erinnerungen.

## Bildbeschreibung
Das als Brustbild ausgeführte Porträt zeigt eine junge Frau von vorn. Sie hat weit geöffnete dunkle Augen, die direkt zum Bildbetrachter schauen. Darüber erscheinen bogenförmige dichte schwarze Augenbrauen. Ihr kleiner geschlossener Mund ist durch blassrosa Lippen gekennzeichnet. Das Inkarnat erscheint in Teilen nahezu weiß, auf ihrer rechten Seite deutet eine rosafarbene Partie eine Schattenwirkung an. Auf dem Kopf trägt die Dargestellte einen „runden schwarzen Hut mit hochgeschlagener Krempe“, der weit nach hinten gezogen den Stirnbereich frei lässt. Unter dem Hut schaut ihr dunkelblondes Haar hervor, das die Stirn weitestgehend bedeckt und als Strähne bis über das rechte Ohr fällt. Bekleidet ist die junge Frau mit einem grauen Kleid, das am Hals mit einer breiten weißen Rüsche abgeschlossen ist. Vor der Brust hält sie einen geöffneten rostbraunen Fächer. Der Hintergrund ist als hellgraue Fläche gehalten, um den Kopf herum erscheint der Farbauftrag kräftiger. Insgesamt ist das Bild skizzenhaft umgesetzt. So sind beispielsweise beim Kleid einzelne Farbstriche erkennbar und nur die obere Hälfte des Fächers wurde ausgeführt. Unterhalb des Fächerblattes hat Manet das Bild mittig mit „M“ signiert, aber nicht datiert.

## Manet, Moore und Gräfin Albazzi

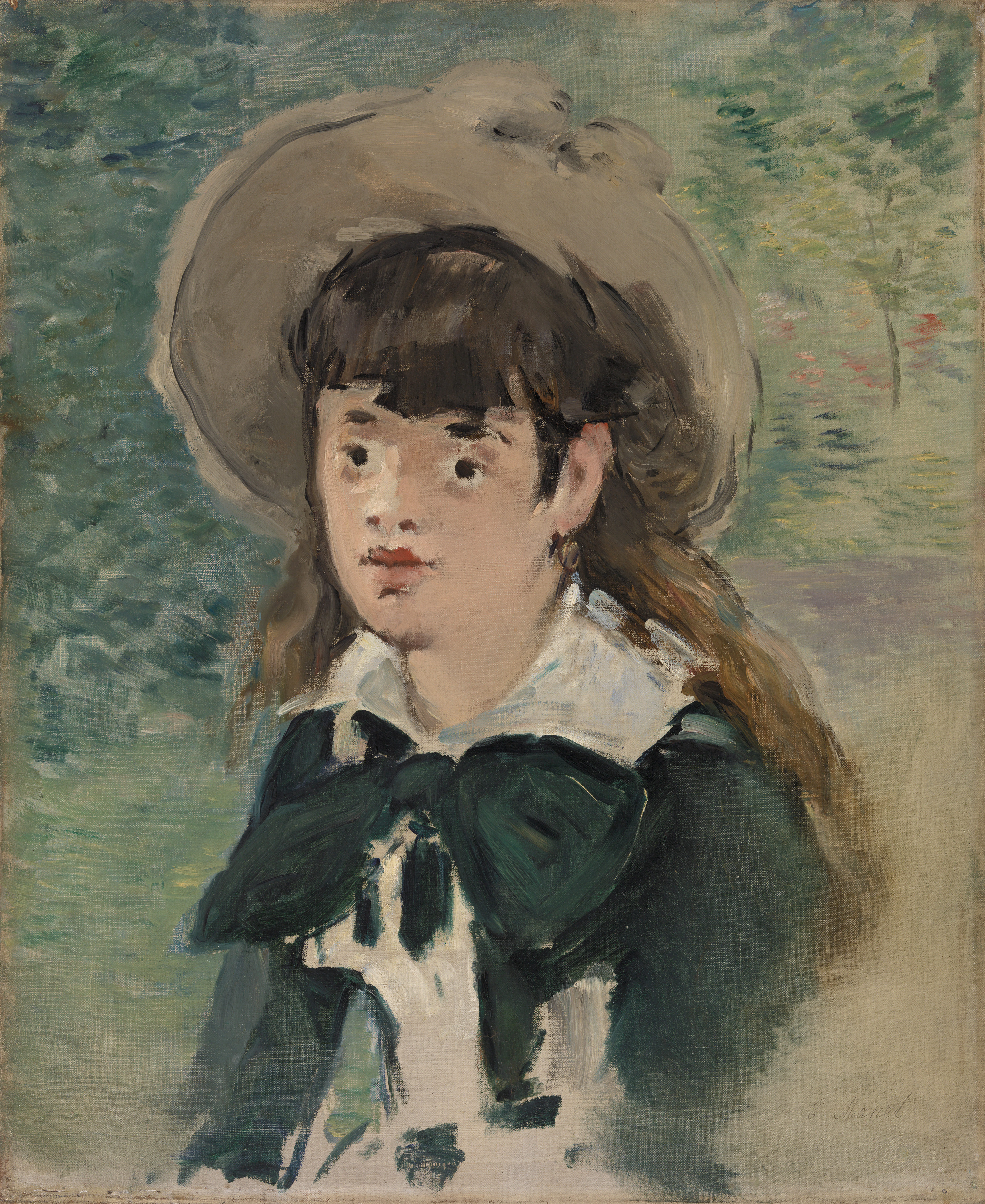
Édouard Manet: Mädchen auf der Bank, 1880

Über Manets Bekanntschaft mit der Gräfin Albazzi ist nur wenig bekannt. Als Zeugnis des Zusammentreffens existiert vor allem das von Manet geschaffene Bildnis der Gräfin Albazzi. Auf der Rückseite des Bildes findet sich der handschriftliche Vermerk „Fait à Trouville en Bretagne“ (sinngemäß: Geschaffen in Trouville in der Bretagne). Es ist unwahrscheinlich, dass diese Notiz vom Manet stammt. Unklar ist, wer die Angabe dort angebracht hat. Da das Seebad Trouville in der Normandie liegt und ein Ort Trouville in der Bretagne nicht existiert, verfügte der Verfasser dieser Notiz möglicherweise über keine Ortskenntnisse.
Die Autoren von Manets Werkverzeichnissen, Adolphe Tabarant sowie Denis Rouart und Daniel Wildenstein, gehen davon aus, dass der irische Schriftsteller George Moore die Gräfin Albazzi in Manets Atelier in der Pariser Rue d’Amsterdam Nr. 77 gebracht hatte. Das Zusammentreffen der drei Personen hat Moore später in seinen Erinnerungen Memoirs of my dead life festgehalten. Veröffentlicht wurden seine hierin vermerkten Erlebnisse 1906 – rund ein Vierteljahrhundert nach der Entstehung von Manets Porträt der Gräfin Albazzi. Ob seine Erinnerungen korrekt waren oder er sich literarische Freiheiten erlaubt hat, lässt sich nicht mehr überprüfen. Moore beschrieb das Zusammentreffen: „Eines Tages kam Madame Albazzi, eine prachtvolle Kreatur, vor Manets Atelier in einem Wagen, der von Steppenpferden – so behauptet sie – gezogen war. Aber wer kann sagen, ob ein Pferd aus den Steppen kommt oder vom Roßkamm stammt?“ Weiter führte er aus: „Übrigens was tut’s, wenn die Dame anziehend ist und einem den Gedanken eingibt: Das wäre die Geliebte für einen Attila!“ In diesen Ausführungen griff Moore auf Begriffe zurück, die eine exotische Herkunft der Gräfin Albazzi andeuten. So ist im englischen Originaltext von „Russian horses from the steppes“ (Russischen Pferden aus der Steppe) die Rede, wobei Moore andeutet, das dies auch ein Teil der Selbstinszenierung der Gräfin Albazzi sein könnte. Eine Geliebte für einen Attila spielt auf den Hunnenkönig Attila an, den sich Moore als möglichen Partner der Dargestellten vorstellen konnte. Die Beschreibungen Russische Pferde und Attila spielen beide auf Osteuropa an, wo sich tatsächlich der Herkunftsort der Gräfin Albazzi befindet.
Die Dargestellte kam um 1850 als Izabella Rozesława Kwiatkowska in Lopatyn in Galizien (heute Ukraine) zur Welt. Da das Bild auf 1880 datiert wird, wäre sie etwa 30 Jahre alt gewesen, als Manet ihr Porträt schuf. Ein Vergleich mit Manets Gemälde Mädchen auf einer Bank (Privatsammlung) von 1880 zeigt Ähnlichkeiten in der Darstellung einer jungen Frau und beim Hutmodell. Izabella – genannt Iza – Albazzi war Polin und lebte überwiegend in Paris. Sie hatte eine Ausbildung als Bildhauerin absolviert und arbeitete vor allem als Medailleurin. Nach der Porträtsitzung in Manets Atelier scheint sich ihre Spur im Umfeld des Malers und des irischen Dichters wieder zu verlieren. Für den Kunsthistoriker Ronald Pickvance blieb ihre Erscheinung geheimnisvoll. Dazu trägt auch bei, dass über eine Hochzeit mit einem Herrn Albazzi nichts bekannt ist.

## Provenienz
Das Bild war ein Geschenk von Manet an den befreundeten George Moore. Dieser beschrieb die Übergabe des Bildes später in seinen biografischen Notizen Memoirs of my dead life: „Manet sagte eines Tages mit der geistigen Anmut, die er nie verlor, zu mir: ‚Ich habe Ihnen immer ein Bild versprochen.‘ Er suchte unter den Pastellen, die an der Wand standen, und kehrte sich dann zu mir: ‚Ich denke‘ sagte er, ‚dies kommt Ihnen mit Recht zu.‘“ Weiterhin führte Moore aus, das Porträt der Gräfin Albazzi sei später versteigert worden, als er Paris in Richtung London verließ. Bei dieser Gelegenheit kaufte Gräfin Albazzi ihr Porträt. Sie habe das Bild einige Jahre besessen und es, als die Preise für Werke Manets gestiegen waren, an einen Händler verkauft. George Moore erstand das Bild um 1898 von diesem Händler, jedoch nicht für sich selbst, sondern für seinen Londoner Freund Lord Grimthorpe. Dieser besaß mehrere Werke des Impressionismus, darunter Manets Porträt Isabelle Lemonnier (Ny Carlsberg Glyptotek, Kopenhagen). Lord Grimthorpe ließ seine Kunstsammlung am 12. Mai 1906 im Londoner Auktionshaus Christie’s versteigern. 1910 befand sich das Bild in der Sammlung von Ernest Béchet in London. Nächste Besitzerin war die in Berlin lebende Margarete Oppenheim, die in ihrer umfangreichen Kunstsammlung vor allem Werke von Paul Cézanne zusammengetragen hatte. Von Manet besaß sie neben dem Porträt der Gräfin Albazzi auch das Gemälde Junge Frau im Garten (Privatsammlung) von 1878. Margarete Oppenheim starb 1935. Das Bildnis der Gräfin Albazzi wurde 1936 mit großen Teilen ihrer Kunstsammlung im Münchner Auktionshaus Julius Böhler zur Versteigerung angeboten. Bei dieser Gelegenheit fand sich jedoch kein Käufer für das Bild. Nächster Besitzer des Bildes wurde der Kunsthändler Justin Thannhauser, der es in seine private Kunstsammlung einfügte. Nach seinem Tod 1976 kam der Großteil seiner Sammlung als Stiftung an die Solomon R. Guggenheim Foundation. Nicht dazu gehörte Manets Bildnis der Gräfin Albazzi, das er seiner in der Schweiz lebenden Frau Hilde Thannhauser vererbte. Nach ihrem Tod 1991 kam das Bild ebenfalls als Vermächtnis an die Solomon R. Guggenheim Foundation.

## Ausstellungen
Das Bildnis der Gräfin Albazzi befand sich mehr als 100 Jahre in Privatbesitz und wurde in dieser Zeit nur selten öffentlich ausgestellt. Zu sehen war es 1884 als „Ctsse Albizzi“ bezeichnet in der Gedächtnisausstellung Exposition posthume Manet in der Pariser Ecole des Beaux-Arts und 1978 mit dem Titel Portrait de la Comtesse Iza Albazzi, née de Kwiatowska in der Ausstellung Sammlung Justin Thannhauser im Kunstmuseum Bern. Seit 1991 wird das Bild in den Räumen der Thannhauser Collection im Solomon R. Guggenheim Museum in New York gezeigt. Zudem war das Bildnis der Gräfin Albazzi 1996 in der Ausstellung Manet in der Fondation Gianadda in Martigny zu sehen.